# Franco Cartafina
Franco Cartafina Gomes (Uberaba, 3 de novembro de 1986) é um empresário e político brasileiro. Atualmente é deputado federal pelo Progressistas. 
Formado em Direito com pós-graduação em Gestão Jurídica Pública. Começou sua militância política no Movimento Estudantil e elegeu-se vereador de Uberaba pela primeira vez em 2012 e foi reeleito em 2016. Foi o vereador mais jovem da Câmara Municipal de Uberaba. Em 2018, elegeu-se deputado federal. 
É líder RAPS (Rede de Ação Política pela Sustentabilidade).
Franco Cartafina Gomes é neto materno do médico e ex-prefeito de Uberaba, Silvério Cartafina, e da ex-vereadora Teresinha Cartafina; e neto paterno do pecuarista Nenê Gomes e Bernadete de Freitas Gomes. É filho do engenheiro e leiloeiro Eduardo Gomes e da economista e empresária Ana Keyla Cartafina, irmão da publicitária Sophia Cartafina Gomes Fontes, e noivo da arquiteta Maisa Lemos.
Elegeu-se vereador pela primeira vez em 2012, sendo reeleito em 2016, com 4.983 votos – o candidato mais votado da cidade. É o vereador mais jovem da Câmara de Uberaba. Foi eleito deputado federal no dia 7 de outubro de 2018, com 53.390 votos.

## Projetos e posições políticas

#### Combate ao superendividamento
Franco foi o relator do Projeto de Lei 3515/15, que estabelece medidas para prevenir e tratar o superendividamento dos consumidores.
A nova lei estabelece regras para prevenir e tratar o superendividamento dos consumidores. Uma das medidas é a possibilidade de repactuação das dívidas com a presença de todos os credores, com plano de pagamento em condições realistas e incluindo a preservação de um mínimo existencial. Também proíbe o assédio ou pressão para contratação de crédito, produto ou serviço, especialmente aos aposentados.

#### Posições no mandato de deputado federal (2019 - 2022)
Votou a favor da privatização da Eletrobrás e dos Correios; votou a favor da autonomia do Banco Central. Votou a favor da reforma da previdência e da flexibilização de suas regras para policiais. Votou contra a suspensão do mandato de Wilson Santiago (PTB), acusado de corrupção, e a favor da cassação do mandato de Flordelis.
Votou a favor da ampliação do fundo eleitoral para R$ 5,7 bilhões. 
Votou a favor da PEC dos Precatórios, que ampliou o orçamento do governo para o ano eleitoral. Votou a favor da regulamentação do orçamento secreto 